# Dorothy Chandler Pavilion

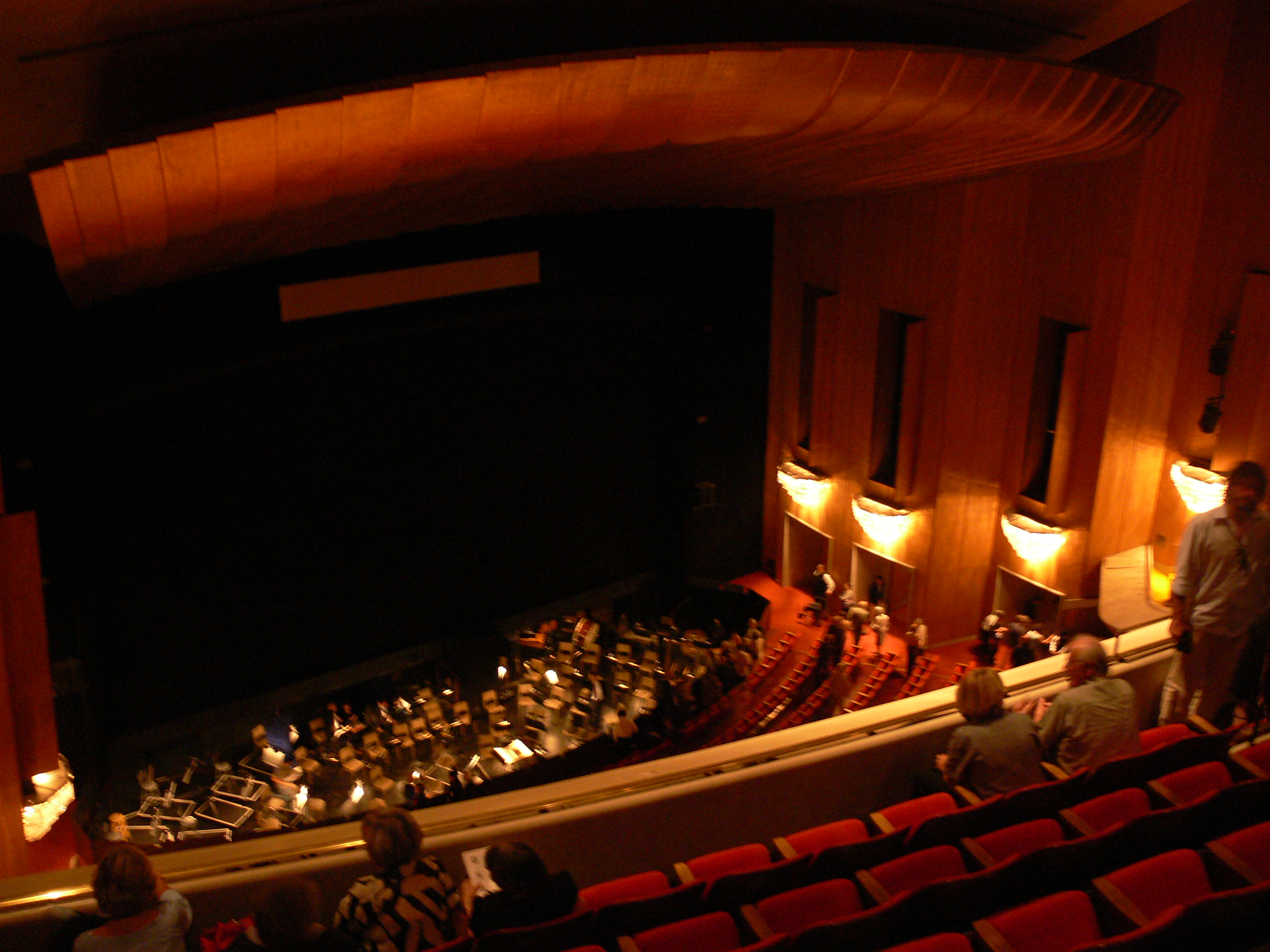
El auditorio.

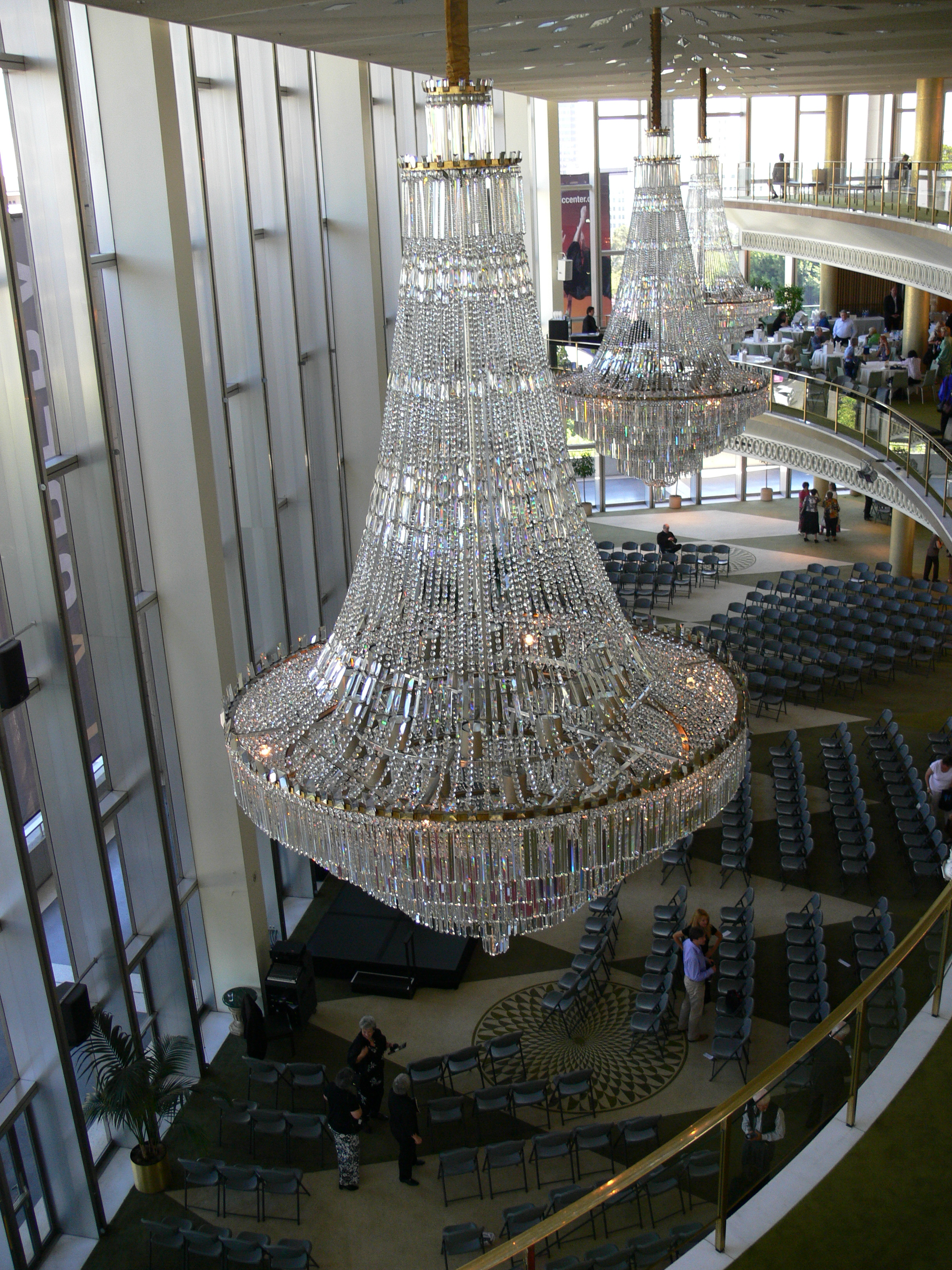
El vestíbulo y sus lámparas de araña.

El Dorothy Chandler Pavilion es uno de los auditorios del complejo Centro de Música de Los Ángeles, uno de los tres centros artísticos más grande de los Estados Unidos. Los otros auditorios que se encuentran en el complejo son el Mark Taper Forum, el Ahmanson Theatre, y el Walt Disney Concert Hall.
Desde que se inauguró el Disney Hall en octubre de 2003, el auditorio es la sede de la Ópera de Los Ángeles y del Music Center Dance. Antes lo había sido de la Orquesta Filarmónica de Los Ángeles.
El Dorothy Chandler Pavilion en un amplio edificio que cuenta con 3197 asientos, repartidos en cuatro elegantes niveles, y un vestíbulo con lámparas de araña, amplias escaleras de acceso y rica decoración. El auditorio está dividido en varias secciones: la Orquesta (dividido a su vez en Primera Orquesta, Orquesta Central, Orquesta Principal y Arco de Orquesta), el Anfiteatro (dividido en el Gran Anfiteatro y el Anfiteatro de los Fundadores), los Palcos (divididos en Palcos Frontales y Palcos Traseros), y la Galería (dividido en Galería Frontal y Galería Trasera). 

## Historia
Su construcción comenzó el 9 de marzo de 1962, y fue entregado el 27 de septiembre de 1964. El edificio adoptó el nombre de Dorothy Buffum Chandler quien "empleó todos sus esfuerzos en construir un hogar para la Filarmónica de Los Ángeles y en rejuvenecer las artes interpretativas en Los Ángeles".
Su concierto inaugural tuvo lugar el 6 de diciembre de 1964, con Zubin Mehta dirigiendo a la Filarmónica de Los Ángeles y la interpretación solista de Jascha Heifetz. El programa incluía las obras Fanfare de Richard Strauss, American Festival Overture de William Schuman, Fiestas Romanas de Ottorino Respighi, y el Concierto para Violín de Beethoven.
Antes de la creación de la compañía de ópera de Los Ángeles, la New York City Opera solía hacer uso del escenario cuando visitaba la ciudad. En una de esas visitas, en 1967, el programa constaba de dos representaciones de Madama Butterfly, una de La Traviata y dos del Don Rodrigo de Ginastera, todas ellas con Plácido Domingo como tenor principal.
La Academia de las Artes y las Ciencias Cinematográficas celebró su Entrega Anual de Premios en el Dorothy Chandler Pavilion entre 1969 y 1987, y en las ediciones celebradas en los años 1990, 1992, 1993, 1994, 1996, siendo la última vez que tuvo lugar allí, la edición de 1999.